# Шлыков, Николай Фёдорович
Николай Фёдорович Шлыков (1922 — 1999) — советский военный деятель, организатор командно-измерительного ракетно-космического комплекса, генерал-лейтенант (1976). Руководитель ГНИИЦ космических средств МО СССР (1976—1988). Лауреат Ленинской премии (1981).

## Биография
Родился 27 апреля 1922 года в деревне Холеневка Пензенской области.
С 1941 года после окончания Пензенского учительского института 
был призван в ряды РККА и направлен для прохождения ускоренных курсов в Горьковское училище зенитной артиллерии. С 1942 по 1945 год участник Великой Отечественной войны в составе 56-го гвардейского миномётного полка реактивной артиллерии в должностях: командир взвода и  батареи, помощник начальника штаба полка и командир дивизиона этого полка. Воевал на различных фронтах, в том числе Калининском, Сталинградском и 1-м Белорусском фронтах, в боях получил тяжёлое ранение. В 1945 году в составе своего полка был участником Берлинской наступательной операции.
С 1948 по 1953 год обучался в Военной артиллерийской инженерной академии имени Ф. Э. Дзержинского, который окончил с отличием. С 1953 по 1964 год на научно-исследовательской работе в Государственном центральном полигоне МО СССР в должностях: старший помощник начальника отдела, начальник отдела и заместитель начальника штаба полигона, с 1960 по 1964 — начальник штаба этого полигона. 27 апреля 1962 года Постановлением СМ СССР Н. Ф. Шлыкову было присвоено воинское звание генерал-майор. Н. Ф. Шлыков был участником испытаний жидкостной одноступенчатой баллистической ракеты средней дальности «Р-5М», тактического ракетного комплекса с твердотопливной неуправляемой ракетой «Луна», крылатая ракета  «П-5C». В 1959 году был участником подготовки и проведения первого запуска жидкостной одноступенчатой баллистической ракеты средней дальности «Р-12». 17 июня 1961 года Указом Президиума Верховного Совета СССР «За успешное выполнение специального задания Правительства по созданию образцов ракетной техники, космического корабля-спутника "Восток" и осуществление первого в мире полета этого корабля с человеком на борту» Н. Ф. Шлыков был награждён Орденом Трудового Красного Знамени.
С 1964 по 1966 год обучался в Военной академии Генерального штаба Вооружённых Сил СССР имени К. Е. Ворошилова, которую окончил с отличием. С 1966 по 1970 год служил в Главном оперативном управлении Генерального штаба Вооруженных Сил СССР в должности начальника направления, занимался вопросами создания современных поисковых спасательных средств для авиационно-космических сил. С 1970 по 1976 год — заместитель начальника Главного управления космических средств МО СССР по связи и боевому применению, под его руководством создавались, испытывались новые космические средства, он по должности являлся председателем Государственной комиссии по проведению испытаний космических систем связи и телевидения.
С 1976 по 1988 год — начальник ГНИИЦ космических средств МО СССР. В 1976 году Постановлением СМ СССР Н. Ф. Шлыкову было присвоено воинское звание генерал-лейтенант.
Н. Ф. Шлыков был организатором управления орбитальной группировкой спутников, в том числе пилотируемых космических аппаратов.
С 1988 года после увольнения из рядов ВС СССР работал старшим научным сотрудником РНИЦ космической документации.
Скончался 13 сентября 1999 года в Москве, похоронен на Троекуровском кладбище.

## Награды
- Орден Ленина (1988)
- Орден Октябрьской революции (1975)
- Орден Отечественной войны I (1985[1]) и II степени (08.09.1943[4])
- Орден Александра Невского (23.01.1945)[5]
- Орден Трудового Красного Знамени (1961)
- два Ордена Красной Звезды (1956, 1970)
- Медаль «За отвагу» (23.01.1943)[6]
- Медаль «За оборону Сталинграда» (1943)
- Медаль «За взятие Берлина» (1945)
- Медаль «За победу над Германией в Великой Отечественной войне 1941—1945 гг.» (1945)

### Премии
- Ленинская премия (1981 — «За участие в создании, испытаниях и организации спутниковой телевизионной системы»)

### Общественные звания
- 23 декабря 1988 года «За большой вклад в становление, строительство и социально-экономическое развитие города» Н. Ф. Шлыкову было присвоено звание Почётный гражданин города Краснознаменска

## Память
- 5 февраля 1993 года «За заслуги и вклад в создание и развитие города», одной из улиц города Краснознаменска было присвоено имя Н. Ф. Шлыкова
- 27 июня 2014 года средней общеобразовательной школе села Кевдо-Мельситово Каменского района Пензенской области было присвоено имя Н. Ф. Шлыкова